# 3×3
3×3 è il secondo EP del gruppo musicale britannico Genesis, pubblicato nel maggio 1982 dalla Charisma Records.

## Descrizione
I tre brani che lo compongono furono registrati tra maggio e giugno del 1981, cioè durante le sessioni di registrazione dell'album Abacab, dal quale furono esclusi per motivi di spazio. Gli stessi brani furono inseriti anche sulla quarta facciata dell'album Three Sides Live, pubblicato nel giugno del 1982, nell'edizione destinata all'Europa (Regno Unito escluso) e agli Stati Uniti d'America.
Le due tracce Paperlate e You Might Recall furono pubblicate in tutto il mondo anche come 45 giri, in contemporanea con l'EP.

## Tracce
Side A
1. Paperlate – 3:20
2. You Might Recall – 5:30

Side B
1. Me and Virgil – 6:18

## Formazione
Gruppo
- Tony Banks – tastiera
- Phil Collins – batteria, percussioni, voce
- Mike Rutherford – chitarra, basso

Altri musicisti
- The Phenix Horns (Earth, Wind & Fire) - sul brano Paperlate:
  - Don Myrick – sassofono
  - Louis Satterfield – trombone
  - Rahmlee Michael Davis – tromba
  - Michael Harris – tromba